# Institut für Epidemiologie
Das Institut für Epidemiologie (IfE) ist eine Forschungseinrichtung der Bundesrepublik Deutschland an der Bundesoberbehörde Friedrich-Loeffler-Institut (FLI) auf der Insel Riems. Das FLI trägt auch die Zusatzbezeichnung „Bundesforschungsinstitut für Tiergesundheit“. Das Institut betreibt in erster Linie Ressortforschung für das Bundesministerium für Ernährung, Landwirtschaft und Verbraucherschutz. Die Forschungsaufgaben des IfE liegen im Gebiet der Veterinärmedizin.

## Geschichte
Die Geschichte des Instituts für Epidemiologie in Wusterhausen geht zurück in den Anfang der 1960er Jahre, als hier eine Bezirkstierklinik errichtet wurde. Derartige Einrichtungen gab es in der DDR in allen Bezirken, sie dienten vorrangig der Behandlung kranker Zucht- und Nutztiere aus den Landwirtschaftsbetrieben. Die Bezirkstierklinik wurde im Jahre 1971 in ein Bezirksinstitut für Veterinärwesen (BIV) umgewandelt, da das Aufgabenspektrum sich wesentlich erweitert hatte, 1975 wurde das Bezirksinstitut Wusterhausen mit dem Bezirksinstitut für Veterinärwesen Potsdam zu einer Einrichtung zusammengeschlossen.
Durch einen Beschluss des Ministerrats kam es in der ersten Hälfte der 1980er Jahre zur Bildung des Staatlichen Institutes für Epizootiologie und Tierseuchenbekämpfung (SIFET) beim Ministerium für Land-, Forst- und Nahrungsgüterwirtschaft der DDR.
Nach der Wende wurde das SIFET-Institut Anfang 1992 in die „Bundesforschungsanstalt für Viruskrankheiten der Tiere“ (BFAV) aufgenommen, deren Hauptsitz seinerzeit in Tübingen war und seit 1997 auf der Insel Riems ist.
Die Bundesforschungsanstalt BFAV wurde 2004 umbenannt in „Friedrich-Loeffler-Institut“ (FLI) mit der Zusatzbezeichnung „Bundesforschungsinstitut für Tiergesundheit“.

## Forschung
Das Institut für Epidemiologie befasst sich mit den Ursachen und Folgen einheimischer Tierseuchen (z. B. BSE, Klassische Schweinepest, Tollwut), der Prävention nicht einheimischer Infektionskrankheiten (Risikobewertungen bei der Einfuhr, Frühwarnsysteme) und den biomathematischen und epidemiologischen Grundlagen der Risikobewertung.
Zu den Forschungsschwerpunkten gehören Tierseuchen, aber auch andere Tierkrankheiten mit wirtschaftlicher und/oder zoonotischer Bedeutung, beispielsweise Q-Fieber, Chlamydiose, Salmonellose, Infektionen mit Enterohämorrhagische Escherichia coli, Toxoplasmose, Neosporose und Echinokokkose. Die Reservoirfunktion verschiedener Tierpopulationen für Tierseuchenerreger und wirtschaftlich bedeutsame Erkrankungen von Haustieren wird untersucht.
Mit modernen epidemiologischen Methoden, die auch auf mathematische Modelle und geografische Informationssysteme zurückgreifen, werden neue Erkenntnisse gewonnen, die in die praktische Tierseuchenbekämpfung einfließen.

## Hoheitliche Aufgaben
Darüber hinaus nimmt das Institut hoheitliche Aufgaben wahr, insbesondere im Zusammenhang mit dem Tierseuchennachrichtensystem (TSN) und dem Projekt TRACES der Mitgliedsstaaten der Europäischen Union.

### Tierseuchennachrichtensystem TSN
Im Jahr 1992 wurde mit der bundesweiten Einführung zur Dokumentation des innergemeinschaftlichen Tierverkehrs jedes Veterinäramt in Deutschland mit einem Personalcomputer und einem Modem ausgestattet. Somit bestand die Möglichkeit, die bisherige „papiergestützte“ Berichterstattung zum Auftreten von Tierseuchen durch ein zu schaffendes elektronisches Meldungssystem zu ersetzen.
Seit 1995 ist dieses System unter der Federführung des Instituts für Epidemiologie das amtliche Meldsystem beim Auftreten von Tierseuchen, sodass seitdem eine lückenlose und homogene Datenbank aller anzeigepflichtigen Tierseuchenausbrüche in Deutschland existiert.

### Tiertransportkontrollsystem TRACES
Die Abkürzung TRACES steht für „TRAde Control and Expert System“ und ist eine Web-Anwendung die im Auftrag der Europäischen Kommission entwickelt wurde. Mit Hilfe dieses Systems soll eine bessere Kontrolle und Rückverfolgbarkeit von Tiertransporten und Transporten tierischer Produkte erreicht werden.
Für die technische Umsetzung und Betreuung ist auf Bundesebene das Institut für Epidemiologie in Wusterhausen zuständig.